# 板橋区立上板橋第二中学校
板橋区立上板橋第二中学校（いたばしくりつ かみいたばしだいにちゅうがっこう）は、東京都板橋区向原3丁目1-12にある公立中学校。
旧校舎は東京都板橋区小茂根一丁目にある公立中学校で、道路を隔てて上板橋第二小学校・総合医療療育センターが位置する場所に建っていた。
2022年に、旧向原中学校の跡地に移転をした。

## 沿革
- 1947年4月19日 - 学制改革により開校。（大谷口町1069番地）開校当時、校舎は大谷口幼稚園の敷地にあった。[1]
- 1949年
  - 4月28日 - 校舎移転（根の上町3055）
  - 10月1日 - 第二代桜井鉄雄校長就任
- 1952年11月9日 - 校歌制定（作詞：坊城俊民、作曲：田崎篤次郎、編曲：菊池英二[2]）
- 1954年3月 - 第一期増築校舎落成
- 1956年
  - 2月15日 - 第二期増築校舎落成
  - 11月1日 - 第三代卜部照校長就任
- 1957年11月7日 - 第三期増築校舎落成
- 1959年 - 板橋区立向原中学校を分離
- 1965年 - 住居表示実施により住所を「小茂根1丁目2番1号」に変更
- 2018年4月1日 - 板橋区立向原中学校と統合
- 2022年度に向原中学校の跡地に新校舎完成予定
- 2022年度に新校舎移転

## 教育目標
《校訓 自立》
- 挑戦
- 責任
- 尊重
- を新校舎移転とともに、新たに設定している。
- 以前は

- 心豊かで思いやりのある人
- 深く考えて実行する人
- 勤労と責任を重んじる人
- 健康でたくましい人

を設定し，国際社会に有為な人材の成育に努める。という内容だった。

## 部活動一覧
2022年現在
運動部
- サッカー
- バスケットボール
- 野球
- バドミントン
- 硬式テニス（女子）

文化部　
- 吹奏楽
- 科学
- ハンドメイド
- パソコン
- ボランティア

## 委員会
2022年現在
　生徒会総務委員会
- 学級代表委員会
- 学習図書委員会
- 保健委員会
- 給食委員会
- 放送委員会
- 生活委員会
- 美化委員会

## 進学前小学校
- 板橋区立上板橋第二小学校
- 板橋区立板橋第十小学校
- 板橋区立向原小学校
- 板橋区立大谷口小学校[4]

## 交通
- 「小竹向原」駅下車 3番出口より 徒歩7分
- 「千川」駅下車 2番出口より 徒歩10分
- 小茂根バス停より　徒歩20分
- 小茂根バス停より 徒歩20分

## 著名な出身者
- 登坂淳一 - 元NHKアナウンサー、ホリプロ所属フリーアナウンサー